# Magali Manuohalalo
Magali Manuohalalo, née le 4 novembre 1971 à Nouméa, est une femme politique française de Nouvelle-Calédonie.
Elle fait figure de personnalité politique montante du parti non-indépendantiste Calédonie ensemble, sous les couleurs duquel elle est élue au Congrès de la Nouvelle-Calédonie et à l'Assemblée de la Province Sud depuis 2019.

## Enfance, formation et carrière professionnelle
Issue d'une famille d'origine futunienne, Magali Manuohalalo est la fille d'Aukusitino « Tino » Manuohalalo (1947-2016), figure politique de cette communauté en Nouvelle-Calédonie, fondateur du parti indépendantiste Rassemblement démocratique océanien (RDO) en 1992, élu du Congrès du Territoire et conseiller provincial du Sud de 1995 à 1999 puis membre du gouvernement local de 1999 à 2002. Elle grandit dans la cité des Colliers Blancs à Rivière Salée, quartier populaire du Nord de Nouméa.
Après sa scolarité primaire et secondaire effectuée à Nouméa, elle fait ses études supérieures en France métropolitaine pour obtenir un Diplôme d'études supérieures spécialisées (DESS) en droit fiscal de l'université Toulouse-I-Capitole.
Elle sert dans l'armée de terre à Pau de 2000 à 2008, au sein des corps techniques et administratifs des armées (CTA) et du groupe de spécialités État-major (spécialité administration et recrutement), atteignant le grade de capitaine en 2005,. 
Elle quitte l'armée en 2008 pour devenir avocate, prêtant serment le 29 septembre 2008 au barreau de Pau avant de rejoindre l'année suivante celui de Nouméa, se spécialisant dans le droit civil et tout particulièrement le droit immobilier. Elle est membre du conseil de l'ordre du barreau de Nouméa à partir du 29 octobre 2015. Elle exerce jusqu'à son entrée en politique en 2019.

## Carrière politique
Elle est candidate en quatrième position sur la liste du parti majoritaire sortant, Calédonie ensemble du député UDI Philippe Gomès, un mouvement anti-indépendantiste et social-libéral prônant une forme de « nationalisme calédonien » s'exprimant dans le cadre de la République française, lors des élections provinciales du 12 mai 2019 dans le Sud. Elle est tout particulièrement chargée de mobiliser la communauté wallisienne et futunienne, une des composantes importantes de la base électorale traditionnelle du parti mais alors courtisé par plusieurs listes communautaires dont surtout L'Éveil océanien. Calédonie ensemble subit alors une défaite importante, avec 18,49 % des suffrages exprimés, divisant son score pratiquement par deux par rapport aux précédentes élections, pour 9 élus sur 40 à l'Assemblée provinciale dont 6 des 32 siégeant également au Congrès. Magali Manuohalalo fait donc son entrée dans ces deux institutions comme élue d'opposition.
Un accord étant trouvé avec la coalition anti-indépendantiste L'Avenir en confiance, devenue la première formation politique de Nouvelle-Calédonie, pour obtenir une certaine stabilité dans les institutions (aucune force n'ayant la majorité absolue), Magali Manuohalalo est présentée comme candidate unique de ces deux groupes pour prendre la présidence du Congrès de la Nouvelle-Calédonie le 24 mai 2019. Elle totalise les élus de ces mouvements, soit 25 votes sur 54, à égalité avec l'indépendantiste Rock Wamytan lors des deux premiers tours, 3 voix revenant à Veylma Falaeo de L'Éveil océanien tandis que l'unique élu du Parti travailliste, Louis Kotra Uregei, vote blanc. Au troisième tour, L'Éveil océanien, pourtant non-indépendantiste, retire sa candidature et vote pour Rock Wamytan qui est donc élu président avec 29 bulletins contre 25 à Magali Manuohalalo, surprenant alors les autres élus et les observateurs politiques,.
Elle prend la présidence de la commission chargée du suivi du plan provincial de développement durable (SPPDD) de l'Assemblée de la Province Sud.
Magali Manuohalalo se présente le 14 décembre 2019 comme tête de liste de Calédonie ensemble aux élections municipales des 15 et 22 mars 2020 à Nouméa. Elle axe sa campagne sur les thèmes de l'attractivité de la commune, de la place de la jeunesse et de la sécurité.